# فهرست همکاران چندباره بهرام بیضایی

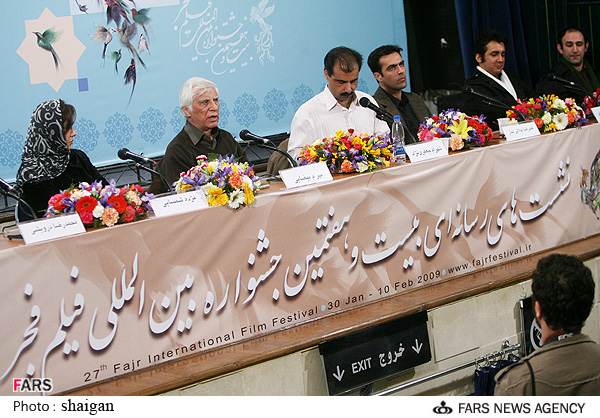
از چپ به راست: مژده شمسایی، بهرام بیضایی، شهرام جعفری‌نژاد، علیرضا جلالی‌تبار، حسام نوّاب صفوی و هدایت هاشمی در جلسهٔ بررسیِ وقتی همه خوابیم، بهمنِ ۱۳۸۷. شمسایی، همسرِ دوّمِ بیضایی، بیش از هر بازیگرِ دیگری با او کار کرده است.

بهرام بیضایی در فیلم‌ها و نمایش‌ها و کارهای نوشته‌اش با بازیگران و هنرمندان و ناشرانِ فراوانی همکاری کرده است. بعضی از همکارانش بیش از یک بار با او کار کرده‌اند و بعضی جز بیضایی با غیری همکاریِ عمده‌ای نداشته‌اند و به کار با بیضایی شناخته شده‌اند.

## بازیگران
. . . خوبی ما بستگی به فیلم‌های خوب و کارگردان‌های خوب دارد. . . . اگر مثل بیضایی، پنج تا وجود داشت، من و همکارانم تعداد بازی‌های خوبمان خیلی بیشتر می‌شد.

مهدی هاشمی، اوایلِ نیمهٔ دوّمِ دههٔ ۱۳۷۰

شیوه بازی گرفتن آقای بهرام بیضایی منطبق بر دیدگاه و سلیقه منحصر به فردشان بود. ایشان دقیقاً می‌دانستند که چه می‌خواهند و همان را از بازیگران می‌طلبیدند. . . .

علیرضا خمسه، ۱۳۹۷

سال ۱۳۵۱ از بازیگران نمایش کوریولانوس اثر برتولت برشت بودم که در سنگلج اجرا می‌شد. هیجان زیادی داشتم وقتی از بچه‌ها شنیدم بهرام بیضایی هم به تماشای نمایش آمده و پس از اجرا نیز به پشت صحنه‌ی نمایش آمد. مدتی بعد که باز او را در پشت صحنه‌ی نمایش آ سید کاظم دیدم، این بار جلو آمد و گفت: «در نمایشنامه‌های فرنگی بد نیستی حالا آمده‌ام ببینم در نمایشنامه‌ی ایرانی چطور بازی می‌کنی.»

مجید مظفّری، ۱۴۰۱
با این که محدودیت‌های گوناگون نگذاشت تا بیضایی چندان که می‌خواست فیلم بسازد و نمایش اجرا کند، او با بازیگرانِ فراوانی کار کرد – اغلب با «بازیگران حرفه‌ای به ویژه آن‌ها که رگ و ریشهٔ تآتری دارند» و گاهی در کارهایی که نافرجام مانده و به تکمیل و انتشار نرسیده. کار با بازیگرانِ تئاتر در سینما را خسرو دهقان نمونه‌ای می‌داند از این «خصیصه» که بیضایی «دوست دارد روی تک تک سلول‌های فیلم‌اش، احاطه و کنترل مو به مو و صد در صد داشته باشد.» بازی برای بیضایی موضوعِ گفتارهای نظری (از جمله رضا کیانیان) و آرزوی بازیگرانِ فراوانی (از جمله آزیتا حاجیان و علی نصیریان) بوده است. سه بازیگرِ زنِ نقشِ اوّل در سینمای بیضایی پروانه معصومی و سوسن تسلیمی و مژده شمسایی بوده‌اند. رضا کیانیان نوشته: «همان طور که بهترین بازیگر آثار کوروساوا، توشیرو می‌فونه بود، بهترین بازیگر آثار بیضایی هم سوسن تسلیمی بوده است. در بازی‌های او برای بیضایی تصنعی نمی‌بینیم. حرکات او طوری‌ست که انگار سال‌ها از آن خود او بوده‌اند. اما می‌دانیم که این حرکات از اصل مال بیضایی‌ست، ولی تسلیمی قدرت استحاله‌ی آن‌ها را در خود و ارایه‌ی طبیعی و قابل باور آن‌ها را داشته؛ به علاوه‌ی این که فهم آیین و روایت را نیز داشته و دارد.» مژده شمسایی نیز، با سنجشِ تجربهٔ خودش در بازی برای بیضایی در زمانی که بازیگر نبود با زمانی که بازیگرِ حرفه‌ای شده بود، کارِ معصومیِ تازه‌کار و تسلیمیِ آموخته با بیضایی را دو جورِ متفاوت شناخته: «. . . معمولاً بیضایی وقتی با بازیگران حرفه‌ای و تکنیکی کار می‌کند نقش را تحلیل می‌کند و زیر و بم نقش را برای بازیگر می‌شکافد تا هر چه بازیگر می‌تواند به نقش بیفزاید، ولی وقتی با بازیگر غریزی کار می‌کند اصلاً وارد تحلیل و تفسیر درباره نقش نمی‌شود و با این مفاهیم او را گیج نمی‌کند و سعی می‌کند بازیگر تنها لایه رویه نقش را به سادگی و روانی اجرا کند.» تسلیمی در گفتگویی مکاتبه‌ای در پاییزِ ۱۳۷۹ دربارهٔ همکاریش با بیضایی آورده: «من هر دانشی که از بازیگری در سینما کسب کرده‌ام، از بیضایی می‌دانم. او لازم می‌دانست که من همه چیز را بدانم و آنها را در جریان کار به من یاد می‌داد.» بعضی از کارهای بیضایی، مانند سگ‌کُشی و طرب‌نامه، بازیگر بسیار داشت و بدین واسطه شماری از شاگردانش نیز مجالِ بازی در کارهای سینمایی و تئاتریِ او را یافتند. حسّاسیتِ بیضایی در گزینش و آزمایشِ بازیگرانِ کارهایش مشهور بوده است، چنان که به خاطرِ تحمیلِ بازیگر به کارش یکی از بزرگ‌ترین پروژه‌های سینمایی خود را تعطیل کرد: عیّارِ تنها، که می‌خواستند نقش اوّلش را به بهروز وثوقی بدهند، در حالی که بیضایی منوچهر فرید را برای آن نقش در نظر گرفته بود. بیضایی دربارهٔ این حسّاسیتِ خود فیلم هم ساخت: وقتی همه خوابیم (۱۳۸۷). او «ابائی از دادن نقشهای فیلمهایش به آدم‌های غیرمعروف غیرپولساز نداشته است» و بدین ترتیب بازیگرانی مانندِ پرویز فنّی‌زاده و حسین پرورش را به سینمادوستان شناسانید.
عصمت صفوی و آنیک شفرازیان و محمّدعلی کشاورز و جمیله شیخی و نصرت پرتوی و پرویز پورحسینی و هما روستا و مهدی هاشمی و امین تارخ از بازیگرانی هستند که در کارهای بیضایی نقش بازی کرده و دیده شده‌اند. نیز از همین جمله‌اند صادق بهرامی و جهانگیر فروهر و جعفر بزرگی و جمشید مشایخی و اکبر دودکار و محمود دولت‌آبادی و باقر صحرارودی و محمّد پورستّار و خسرو شجاع‌زاده و غلامرضا طباطبایی و اسماعیل شنگله و بهزاد فراهانی و کامران نوزاد و سعید اویسی و فیروز بهجت محمّدی و بهمن مفید و کاظم افرندنیا و ولی‌الله شیراندامی و سیامک اطلسی و داریوش فرهنگ و رضا بابک و علیرضا مجلّل و رضا فیّاضی و حسین محجوب و اسماعیل پوررضا و داوود فتحعلی‌بیگی و صادق هاتفی و داریوش ارجمند و اکبر زنجانپور و جمشید اسماعیل‌خانی و محمّد مطیع و حسن پورشیرازی و فردوس کاویانی و هرمز هدایت و بهرام شاه‌محمّدلو و علیرضا خمسه و مهدی میامی و حسین محب اهری و حمید احیاء و سیروس حسن‌پور و عبّاس دسترنج و محسن محمّدباقر و حمید امجد و پارسا پیروزفر و عدنان عفراویان و علی‌رضا جلالی‌تبار و محسن نامجو و علی زندیه و رقیه چهره‌آزاد و پروین سلیمانی و مهین دیهیم و فرّخ‌لقا هوشمند و نیکو خردمند و مهری ودادیان و فهیمه رحیم‌نیا و مریم بوبانی و محبوبه بیات و مرضیه برومند و فاطمه نقوی و یاسمن آرامی و مهتاب نصیرپور و فاطمه معتمد آریا و سپیده خسروجاه و پریسا بیضایی و پانته‌آ بهرام و ستاره اسکندری و بهناز جعفری و شبنم طلوعی و شبنم فرشادجو و سحر دولتشاهی و متین نصیری‌ها.
بازیگرانی هم بوده‌اند که در چندین کارِ بیضایی همکاری کرده‌اند. جدولِ زیر مکرّرترین بازیگرانِ بیضایی را نشان می‌دهد.
      نمایش

      فیلم
| فیلم‌ها و نمایش‌ها                                                  | سالِ تولید | مژده شمسایی | جمشید لایق | منوچهر فرید | عنایت‌الله بخشی | سوسن تسلیمی | پروانه معصومی | مجید مظفّری | سامی تحصّنی | حسین کسبیان | کریم اکبری | علی عمرانی | افشین هاشمی |
| ----------------------------------------------------------------- | --------- | ----------- | ---------- | ----------- | -------------- | ----------- | ------------- | ---------- | ---------- | ----------- | ---------- | ---------- | ----------- |
| عروسکها                                                           | ۱۳۴۵      | -           | Yes        | Yes         | Yes            | -           | -             | -          | -          | -           | -          | -          | -           |
| ضیافت و میراث                                                     | ۱۳۴۶      | -           | Yes        | -           | Yes            | -           | -             | -          | -          | -           | -          | -          | -           |
| سُلطان مار                                                         | ۱۳۴۸      | -           | Yes        | -           | Yes            | -           | -             | -          | -          | -           | -          | -          | -           |
| عمو سیبیلو                                                        | ۱۳۴۹      | -           | -          | -           | -              | -           | -             | -          | -          | -           | -          | -          | -           |
| رگبار                                                             | ۱۳۵۰      | -           | Yes        | Yes         | -              | -           | Yes           | -          | -          | -           | -          | -          | -           |
| سفر                                                               | ۱۳۵۱      | -           | Yes        | -           | -              | -           | Yes           | -          | -          | -           | -          | -          | -           |
| غریبه و مه                                                        | ۱۳۵۲      | -           | -          | Yes         | -              | -           | Yes           | Yes        | -          | -           | -          | -          | -           |
| کلاغ                                                              | ۱۳۵۵      | -           | Yes        | Yes         | -              | -           | Yes           | -          | -          | -           | -          | -          | -           |
| چریکه‌ی تارا                                                       | ۱۳۵۷      | -           | -          | Yes         | -              | Yes         | -             | -          | -          | -           | -          | -          | -           |
| مرگ یزدگرد (نمایش)                                                | ۱۳۵۸      | -           | -          | -           | -              | Yes         | -             | -          | -          | -           | Yes        | -          | -           |
| مرگ یزدگرد (فیلم)                                                 | ۱۳۶۰      | -           | -          | -           | -              | Yes         | -             | -          | -          | -           | Yes        | -          | -           |
| باشو، غریبه‌ی کوچک                                                 | ۱۳۶۴      | -           | -          | -           | -              | Yes         | -             | -          | -          | -           | -          | -          | -           |
| شاید وقتی دیگر                                                    | ۱۳۶۵      | -           | -          | -           | -              | Yes         | -             | -          | -          | -           | -          | -          | -           |
| مسافران                                                           | ۱۳۷۰      | Yes         | Yes        | -           | Yes            | -           | -             | Yes        | -          | -           | Yes        | -          | -           |
| بانو آئویی                                                        | ۱۳۷۶      | Yes         | -          | -           | -              | -           | -             | -          | -          | -           | -          | -          | -           |
| کارنامه‌ی بُندارِ بیدَخش                                              | ۱۳۷۶      | -           | -          | -           | -              | -           | -             | -          | -          | -           | -          | -          | -           |
| گفتگو با باد                                                      | ۱۳۷۷      | Yes         | -          | -           | -              | -           | -             | -          | -          | -           | -          | -          | -           |
| سگ‌کُشی                                                             | ۱۳۸۰      | Yes         | Yes        | -           | Yes            | -           | -             | Yes        | -          | -           | -          | -          | -           |
| شبِ هزارویکُم                                                       | ۱۳۸۳      | Yes         | -          | -           | -              | -           | -             | -          | -          | -           | -          | Yes        | -           |
| مجلس شبیه در ذکر مصایب استاد نوید ماکان و همسرش مهندس رخشید فرزین | ۱۳۸۴      | Yes         | -          | -           | -              | -           | -             | -          | -          | -           | -          | Yes        | -           |
| قالی سخنگو                                                        | ۱۳۸۵      | Yes         | -          | -           | -              | -           | -             | -          | -          | -           | -          | -          | -           |
| افرا، یا روز می‌گذرد                                               | ۱۳۸۶      | Yes         | -          | -           | -              | -           | -             | -          | -          | -           | -          | -          | Yes         |
| وقتی همه خوابیم                                                   | ۱۳۸۶      | Yes         | -          | -           | -              | -           | -             | Yes        | -          | -           | -          | -          | Yes         |
| جانا و بلادور                                                     | ۱۳۹۱      | Yes         | -          | -           | -              | -           | -             | -          | -          | -           | -          | -          | -           |
| آرش                                                               | ۱۳۹۳      | Yes         | -          | -           | -              | -           | -             | -          | -          | -           | -          | -          | -           |
| گزارش ارداویراف                                                   | ۱۳۹۴      | Yes         | -          | -           | -              | -           | -             | -          | -          | -           | -          | -          | Yes         |
| طرب‌نامه                                                           | ۱۳۹۵      | Yes         | -          | -           | -              | -           | -             | -          | -          | -           | -          | -          | Yes         |
| چهارراه                                                           | ۱۳۹۷      | Yes         | -          | -           | -              | -           | -             | -          | -          | -           | -          | -          | -           |
| داش آکُل به گُفته‌ی مرجان                                            | ۱۴۰۳      | Yes         | -          | -           | -              | -           | -             | -          | -          | -           | -          | -          | -           |

## عوامل

### تصویر
- مهرداد فخیمی
- اصغر رفیعی جم
- عزیز ساعتی

### صحنه
- ایرج رامین‌فر

### پشتِ صحنه
- واروژ کریم‌مسیحی
- حمیدرضا صلاحمند

### موسیقی
- شیدا قراچه‌داغی
- بابک بیات
- صبا خضوعی
- محمّدرضا درویشی

### چهره‌پردازی
- فرهنگ معیّری
- مژده شمسایی

### کارگردان
- داوود رشیدی
- عبّاس جوانمرد
- امیر نادری

### تدوین
- شمیم بهار
- هایده صفی‌یاری

### طرّاحیِ گرافیک
. . . بهرام بیضایی برای من یکی از بدترین مشتری‌ها بود. از آنجا که همه تسلیم خواسته‌های او می‌شدند، فکر می‌کرد که باید در تمام سطوح آمرانه برخورد کند.

مرتضی ممیّز، ۱۳۷۷
- مرتضی ممیّز (غریبه و مه و شاید وقتی دیگر)
- آیدین آغداشلو

## ناشر
- انتشاراتِ جوانه
- انتشاراتِ نگاه
- انتشاراتِ روزبهان
- انتشاراتِ امیر کبیر
- انتشاراتِ ابتکار
- انتشاراتِ دماوند
- انتشاراتِ روشنگران و مطالعاتِ زنان (که تا ۱۳۷۵ «انتشارات روشنگران» نام داشت.)
- انتشاراتِ بیشه

## دانشگاهِ تهران
- هوشنگ گلشیری
- شمیم بهار
- محمّد کوثر
- گلی ترقّی
- حسین پرورش
- غفّار حسینی

### توضیحات
1. ↑  هوشنگ کاووسی نیز به چنین سنجشی اشارتی دارد. (کاوسی، هوشنگ (آذر ۱۳۷۰). «باشو، غریبه کوچک و نایی، هیستریک بزرگ». فیلم (۱۱۵): ۷۲.)

### ارجاعات
1. ↑  ارجمند، «با اطمینان: بانوی برتر»، ۳۶.
2. ↑  اشتری و  موسوی، «گفت‌وگو با بازیگران مطرح سینمای ایران»، ۳۵.
3. ↑  خمسه و  اصفهانی، «مهم‌ترین ویژگیِ آثار بیضایی روشنایی بخشیدن به زوایای تاریک سرزمینی است که همواره در طول تاریخ مورد تاخت و تاز قرار گرفته»، ۹۱.
4. ↑  مظفری، ««سگ‌کشی» و فکی که لق بود»، ۸۴.
5. ↑  طالبی‌نژاد، «در حضور سینما»، ۱۵۷.
6. ↑  دهقان، «غریبه و مه»، ۱:‎ ۶۴۹.
7. ↑  کیانیان، «بازیگری»، ۶۹-۷۸.
8. ↑  نصیریان و  اکبری، «مخالف بودم با استبداد روشنفکری»، ۴۷.
9. ↑  کیانیان، «بازیگری»، ۷۷.
10. ↑  شمسایی و  −، «از سادگی تا بلوغ»، ۷۴.
11. ↑  تسلیمی، «مادری برای همه»، ۱۱۰.
12. ↑  زمانی‌نیا، «فرهنگ سینمای ایران»، ۵۰.
13. ↑  ممیز و  حقیقی، «رو به رو»، ۲۰۸.